# Hans Pfaffenberger
Hans Pfaffenberger (* 27. Mai 1922 in Nürnberg; † 1. März 2012 in Trier) war ein deutscher Psychologe und Sozialarbeitswissenschaftler.

## Leben und Wirken
Hans Pfaffenberger entstammte einem proletarischen Milieu. Seine Mutter war Weißnäherin, sein Vater Schlosser. Über seine Kindheit schrieb er:
Besonders nachhaltige Kindheitseindrücke und  -erinnerungen der ersten zehn Lebensjahre waren u. a. besonders die im Milieu herrschende und teilweise erlebte und erfahrene Armut und Not, zumindest Kargheit der Lebensbedingungen, die nur durch äußerste Sparsamkeit gemeistert werden konnten, erlebt als 'Kampf ums Dasein', um Überleben und sozialen Aufstieg heraus aus der Misere.
Trotz finanzieller Schwierigkeiten durfte der begabte Volksschüler nach der vierten Klasse auf das Humanistische Gymnasium überwechseln. Ende März 1943 erhielt er das Abgangszeugnis, das ihm die Reife zuerkannte. Nach Militärdienst und Kriegsgefangenschaft in Ägypten  studierte Pfaffenberger bis 1948 Psychologie an der Universität Münster (Abschluss: Diplom-Psychologe) unter anderem bei Wolfgang Metzger, arbeitete dann bis 1954 in der Heimerziehung und Erziehungsberatung und war gleichzeitig Dozent und Leiter von sozialpädagogischen Ausbildungsstätten der Arbeiterwohlfahrt (AWO) in Mannheim, wo er mit Ruth Bang eng zusammenarbeitete, und Düsseldorf. 1959 promovierte er an der Universität Heidelberg. Die Dissertation Untersuchung zur visuellen Gestaltwahrnehmung von Kindern im Vorschulalter erschien 1960 im Beltz Verlag. Von 1968 bis 1977 lehrte er an der Reformuniversität Konstanz, von 1978 an war er Professor an der Universität Trier. Sein Lehrgebiet war: Sozialpädagogik sowie Sozialarbeit als Profession und wissenschaftliche Disziplin. Er forschte zu den Themen des Sozialstaates und der Sozialarbeitswissenschaft. Immer wieder betonte er in Vorträgen, Referaten und in seinen vielfältigen Veröffentlichungen die Konvergenz von Sozialarbeit und Sozialpädagogik, zusammengefasst als Sozialwesen:
Die soziale und sozialpädagogische Arbeit muß aber als ein einheiltliches Funktionssystem gesellschaftlicher Hilfen gesehen und verstanden werden. Der Versuch, das sozialpädagogische Ganz aufzulösen durch Zerlegung in seine Elemente – das Soziale und das Pädagogische –, würde den Wesenskern der Sozialpädagogik treffen und zerstören, der gerade in dieser Verbindung des Pädagogischen und des Sozialen, von Erziehung und Bildung, von Ermöglichung menschlicher Freiheit, Entfaltung und Selbstverwirklichung von ihren äußeren, auch materiellen Voraussetzungen und Bedingungen liegt. Jede Zweiteilung, jede Trennung des Gesamtbereiches in Sozialarbeit und Sozialpädagogik zieht künstliche Grenzen, erschwert Zusammenarbeit und Weiterentwicklung und ist ein Hindernis für die Zukunft des gesamten Bereiches... Alle Versuche, zu einer Zweiteilung des Gesamtbereiches in Sozialarbeit und Sozialpädagogik zu kommen..., versagen angesichts der Realität, da sie natürlich Gewachsenes und immer mehr Zusammenwachsendes künstlich zerschneiden und bloße Akzentuierungen und Gewichtsverteilungen zu grundsätzlichen Unterschieden und konstituierenden Merkmalen und Gegenstands- und Arbeitsbereichen hypostasieren würden.
Pfaffenberger engagierte sich u.a im Deutschen Verein für öffentliche und private Fürsorge und im Pestalozzi-Fröbel-Verband, in dessen Bundesvorstand er 1968 und 1971 gewählt wurde.

## Ehrungen
- 1989 Marie-Juchacz-Plakette.[5]

## Schriften (Auswahl)
- Untersuchungen über die visuelle Gestaltwahrnehmung vorschulpflichtiger Kinder, Kommissions-Verlag Julius Beltz, Weinheim 1960
- Das Theorie- und Methodenproblem in der sozialen und sozialpädagogischen Arbeit, in: Freidländer, Walter/Pfaffenberger, Hans (Hrsg.): Grundbegriffe und Methoden der Sozialarbeit, Berlin 1974, S. XIX-XLII
- Sozialarbeit zwischen Berufung und Beruf. Professionalisierungs- und Verwissenschaftlichungsprobleme der Sozialarbeit, Sozialpädagogik. Lit, Münster 1993, ISBN 3-89473-380-2 (als Herausgeber und Autor)
- als Herausgeber: Armut im ländlichen Raum. Sozialpolitische und sozialpädagogische Probleme. Perspektiven und Lösungsversuche. Lit, Münster 1993, ISBN 3-89473-494-9
- als Herausgeber: Identität – Eigenständigkeit – Handlungskompetenz der Sozialarbeit. Sozialpädagogik als Beruf und Wissenschaft. Lit, Münster 2001, ISBN 3-8258-4519-2
- Selbstbiografie, in: Hermann Heitkamp/Alfred Plewa (Hrsg.): Soziale Arbeit in Selbstzeugnissen, Freiburg/Brsg. 1999, S. 201–240